# Seere

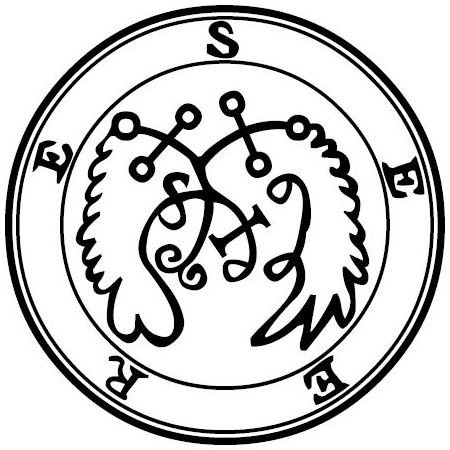
Le sceau de Seere selon Mathers.

Seere, Sear ou Seir est un démon issu des croyances de la goétie, science occulte de l'invocation d'entités démoniaques. 
Le Lemegeton le mentionne en 70e position de sa liste de démons tandis que la Pseudomonarchia daemonum ne le mentionne pas. Selon l'ouvrage, Seere possede le titre de Prince des Enfers. Son apparence est celle d'un homme juché sur un cheval ailé qui lui permet de voyager autour du globe à la vitesse de la lumière. Il révèle les trésors cachés et domine les athées. Il est responsable des disputes entre amis et on dit aussi qu'il est un démon littéraire. Il commande 26 légions infernales.